# NGC 6936
NGC 6936 (другие обозначения — PGC 65033, ESO 528-22, MCG -4-48-21) — галактика в созвездии Козерог.
Этот объект входит в число перечисленных в оригинальной редакции «Нового общего каталога».